# Nohab
Nohab est un ancien constructeur de matériel ferroviaire et de transports suédois basé à Trollhättan.

## Historique
La firme a été fondée en 1847 sous le nom de Nydqvist & Holm Aktiebolaget par Antenor Nydqvist, Johan Magnus Lidström et Carl Olof Holm pour produire des turbines hydrauliques. Elle a construit sa première locomotive à vapeur en 1865. En 1912, la 1000e machine sortait des ateliers.
En 1916, la société a été renommée NOHAB. Entre 1921 et 1924, elle a fabriqué 500 locomotives pour l'Union soviétique. Dans les années 1950, NOHAB a construit des engins diesel pour les chemins de fer danois, norvégiens et hongrois. Ces locomotives, qui ne sont plus en activité, sont légendaires. Leurs moteurs étaient construits par General Motors aux USA. 
La SNCB (Belgique) et les CFL (Luxembourg) ont utilisé le même type d'engins, mais construits par AFB (Ateliers Franco Belge) à La Croyère en Belgique.
En 1930, Nohab se lance dans la production du moteur d'avion Bristol Jupiter, sous licence Bristol Aeroplane Company. Quelques années plus tard, la division moteurs aéronautiques de Nohab et AB Svenska järnvägsverkstäderna, de Linköping, formèrent la société Saab.
Nohab était encore un des constructeurs principaux de turbines et de moteurs marins quand elle fit faillite en 1979.